# Viện Di sản lịch sử và nghệ thuật (Brasil)
Viện Di sản Lịch sử và Nghệ thuật Quốc gia (tiếng Bồ Đào Nha: Instituto do Patrimônio Histórico e Artístico Nacional, IPHAN) là một cơ quan đăng ký di sản của Chính phủ liên bang Brasil. Nó chịu trách nhiệm về bảo tồn các công trình nhà cửa, cấu trúc và các địa điểm được coi là có tầm quan trọng về văn hóa lịch sử quốc gia. Hiện tại, cơ quan này đang quản lý khoảng 1047 địa điểm.